# Тубалары
Тубала́ры (самоназвание туба, устаревшее название тувинцы, черневые татары) — коренной малочисленный тюркоязычный народ, живущий в северной части Республики Алтай РФ. Самоназвание туба (тува) кижи, тубалары, а также йыш кижи («лесные люди»). Тубалары живут к востоку от Катуни, вдоль реки Бия и по берегам Телецкого озера.
Тубалары относятся к северным алтайцам, но живут на границе с алтайцами южными и переняли у них множество элементов языка, культуры, быта. Этому способствовало также смешение с кумандинцами и челканцами.
В облике тубаларов преобладают европеоидные черты, монголоидность антропологических признаков выражена намного слабее. Нередки светловолосые и светлоглазые люди. Основной Y-хромосомной гаплогруппой для тубаларов является R1a1 — около 50 %. У тубалар определили 1,391 % неандертальской примеси, и 0,052 % денисовской примеси.
Внесены в Перечень коренных малочисленных народов Севера, Сибири и Дальнего Востока Российской Федерации.

## Происхождение
Относительно происхождения тубаларов существует несколько точек зрения. Например, В. И. Вербицкий считал их племенем «сомнительного происхождения», указывая, что «язык и верования их общие с алтайскими калмыками. Поэтому можно думать, что они монгольского же корня. Но может быть, они и финского племени, только слились с народностью монгольскою».
Наибольшее распространение получило мнение В. В. Радлова, который первый обратил внимание на то, что алтайцы называют «черневых татар» этнонимом «туба». Радлов, основываясь на том, что термином «туба» называют себя сойоты, то есть тувинцы, а также койбалы, и учитывая то, что в истории Южной Сибири XVII в. часто упоминается имя в истории тувинцев, центр обитания которых был на реке Убсе (правый приток Енисея), высказал такое предложение: « ….они переселились с востока. По всей вероятности, они являются самодийскими племенами, которые уже ранее отуреченные жили в начале XVII столетия в области между Телецким озером и Катунью… диалектные особенности их языка указывают на то, что эти племена были отуреченные киргизами. Они ещё до сих пор занимаются собиранием корней и кедровых орехов, также как это писали китайцы в отношении «Дубо» (Дубо — китайское название племён туба, населявших в конце I тысячелетия Восточный Саян и принявших участие в этногенезе восточных тувинцев)».
Некоторые авторы связывают появление названия народа со словом «дубо», которым китайские летописные источники VI—VIII веков назвали одно из племён теле, обитавшее на Енисее. Название постепенно было воспринято тубаларскими сеоками как обобщающее самоназвание, хотя и не было зафиксировано переписью 1897 года.
В. В. Радлов вообще все племена Саяно-Алтайского нагорья, именующие себя «туба», считал смесью самодийских и кетских этнических элементов, подвергшихся тюркизации по языку. В. В. Бартольд же считал слово «туба» тюркским названием самодийцев. Н. А. Аристов, вслед за Радловым, рассматривал северных алтайцев как отюреченных енисейских остяков и самодийцев, за исключением кумандинцев и челканцев, которых он связывал происхождением и с древними тюрками. В. Г. Богораз принимал северных алтайцев за отюреченных праазиатов.
Л. П. Потапов пришёл к выводу о смешанном этническом происхождении тубаларов и других северных алтайцев при участии самодийских, кетских и угорских элементов и присутствии древне-тюркского этнического компонента. По его мнению, «невозможно разделять взгляды В. В. Радлова на происхождение алтайских тубаларов как только тюркизированных самодийцев; их древний этнический субстрат оказывается гораздо сложнее и характеризуется смешением самодийских элементов с древнетюркскими».
Тубаларов с дубо также отождествлял Л. Н. Гумилёв. Традиционно дубо отождествляются с древними тюркскими племенами теле. Согласно альтернативной точке зрения, первоначально дубо были монголоязычны и подверглись тюркизации в конце IV века н. э.

## История
В XIII веке, после завоевания Алтая Чингисханом, южные алтайцы попали под власть монголов и частично ассимилировались с этим народом. Тубалары ушли в тайгу и не вступали в битвы. Но затем Алтай вошёл в Улус сына Чингисхана Джучи, и постепенно тубаларов объясачили. Дань платили белками и соболями. В XVII веке тубалары стали данниками Алтын-ханов. В XVIII веке тубалары — данники Джунгарии. В первой же четверти XVIII века стали русскими подданными.
Тубалары для русских были неясачные до 1627—1629 г. И ясак не платили и бились в битвах с казаками, но перевес оказался на стороне казаков. Саракокшинские тубалары платили ясак русским по 2-3 соболя, по котлу и по тагану железному с человека в год. Эквивалентом пушного обращения был сначала только соболь, а потом и другие дорогие меха. Тубалары двоеданцы, они платили ясак России соболями, а джунгарам по котлу и железному тагану с человека (южские, кергежские и комляжские).
У тубаларов управление было следующее:
1. Старейшины «байты» или «башлык».
2. Зайсаны. Власть зайсанов передавалась по наследству. Сеоки: Юз, Комдош, Тиргеш, Кузен, Челей, Калар, Карга, и т. д.
Повинности русской власти:
1. Исправление и прокладка дорог.
2. Тушение пожаров.
3. Поставка лошадей для ямской гоньбы.
4. Заготовка дров для церквей и школ.

### Расселение тубаларов
К 1880-м годам тубалары были расселены следующим образом:
1. Население Юдской волости жило в селениях: Улала, Сайдыс, Чемал, Ынырга и разбросано по рекам Учак-Иша и Ынырга.
2. Население Комляжской (или Кондожской) волости жило в селениях: Кебезень, Ынырга, Паспаул, Чепош, Ильинское, Ерехалка и было разбросано по рекам Ише, Кузя, Тулон, и по берегам Телецкого озера.
3. Население Кергежской волости жило в селениях: Ынырга, Кебезень, Балыкса, и было разбросано по рекам: Тулой, Пыжа, Сары-Кокша, Эдеган, и по берегам Телецкого озера.
4. Население Кузенской волости жило в селениях: Ынырга, Паспаул, и по рекам Иша, Сары-Кокша.
Тубалары расселились выше от кумандинцев по р. Бии и её некоторым левым притокам, вплоть до половины Телецкого озера. С первой половины XVIII века русские делили земли по родовому различию: волости Кузнецкие, Комляжские, Тергешские (Кергежские или Кергешские), Южские. В атласе Семёна Ремезова они были уже в 1701 году. Южская волость впервые упомянута в 1745 году. Она располагалась по реке Сары-Кокша. Левый приток Бии. Кузнецкая волость находилась по соседству с Кумандинской, выше по реке Бия. Ещё выше по реке Бии была Комляжская волость. У самых истоков Бии, по обоим берегам Телецкого озера, до его половины, гранича с телесами, находилась Кергежская волость. По рекам Майме, по Ише и между ними, и по правому берегу Катуни жили (кочевали) Тау-телеуты.

## Религия и мифология
В настоящее время большинство верующих — православные. Традиционные религиозные верования основаны на шаманизме. Среди почитаемых духов одно из главных мест занимали покровители охоты. Популярный дух — помощник охотников — Шаныр. Считалось, что он живёт в тайге, ездит на быстром марале и имеет вид человека с бледными бровями и с посохом из жёлтой акации. За недостаточное к нему внимание Шаныр наказывает охотников, насылая на них кожные болезни и заслоняя зверей от охотничьих пуль железной лопаткой. Для значительной части тубаларов характерен синкретизм православных и дохристианских представлений.
Любопытно и характерно для «черневых» жителей — тубаларов и челканцев — представление об образе жизни божества Каныма — хозяина всех зверей тайги. Его изображали в виде человека, одетого в железный панцирь, и поэтому называли «Темир куяктык Каным». Осенью перед охотой ему устраивали моление, приглашая шамана, чтобы испросить удачу на промысле. Шаман камлал не с бубном, а с берёзовой палочкой в виде рогульки, концы которой соединяла верёвочка с подвешенными на ней кусочками угля и старого железа. Так отразился в верованиях хозяйственный быт оседлых пеших охотников и металлургов.
Тубалары приносили своим высшим божествам в жертву лошадь с последующим вывешиванием на шесте её шкуры, так же как это делали древние тюрки. Среди этих божеств Каным и Тезим представляли собой персонифицированное олицетворение гор, столь характерное для древних тюрков. Из них «Йыш еези Каным-бий» — хозяин лесов Каным-бий, — почитаемый и другими северными алтайцами, был персонифицированным божеством конкретной горной местности, наподобие Отукена у древних тюрков. Каным — это название высокого горного хребта в северной части Кузнецкого Алтая. Под этим именем он обозначается на современных географических картах. Тезим — тоже название какой-то высокой горы или горного узла, местоположение которого я не установил. Тубалары и прикатунские алтайцы называют его Тезим-бий или Тезим-тайка. Этим высшим божествам приносили в жертву раз в три года лошадей определённой масти, например, божеству Ульгеню — светлой (серой) масти, а Тезиму — рыжей. Жертвоприношение лошадей горам, да ещё одномастных, характерно для тюркоязычных кочевников-скотоводов Саяно-Алтайских гор. Лошадей для жертвоприношений тубалары покупали, так как скота они держали мало из-за природных условий. Высшие божества тубаларов носили приставку «бий» со значением высокого титула: Каным-бий, Шаныр-бий и др.

## Обряды и обычаи

### Свадебная обрядность тубаларов
Традиционную свадебную обрядность туба, как и многих групп населения Сибири, можно разделить на три цикла: предсвадебный, собственно свадебный, послесвадебный. Несмотря на отдельные локальные различия, они демонстрируют единство форм и действий практически на всей территории расселения рассматриваемой таёжной группы. Во многом сходные традиции в свадебной обрядности наблюдаются также у ближайших соседей туба — челканцев.
Общий ход действий со стороны брачующихся сторон зависел от формы заключения брака. У туба было зафиксировано несколько его разновидностей. Наиболее распространёнными являлись брак через сватовство (куда), сговор между родителями малолетних детей (тёп), брак «убегом» и кража невест (кысты тудыбыт или ууры). Вместе с тем, в целом действа всё равно сводились к общепринятым, регламентированным обрядам и обычаям.
Инициатива при браке через сватовство принадлежала преимущественно родителям молодого человека. Они выбирали, присматривали подходящую для этой цели девушку. При этом отец и мать юноши руководствовались сугубо прагматическими критериями. Прежде всего, наводились справки о семье потенциальной невесты, иногда вплоть до седьмого колена. Родители молодого человека выясняли, не было ли в её роду психически больных людей или родственников с какими-либо патологическими отклонениями. Лишь после этого обращали внимание на такие качества девушки как трудолюбие, выносливость, аккуратность и т. д. Если выбор родителей нравился их сыну, то тогда начиналась подготовка к сватовству.
Непременным атрибутом сватовства являлась молочная водка (арак) или самогон. Слабоалкогольный напиток наливался, как правило, в кожаную ёмкость «тажуур». С ним сваты (родители жениха) ехали к родителям девушки. Входя в дом (аил), они прямо или иносказательно объясняли хозяевам о цели своего визита. При этом в данном процессе большое место занимал обряд «чоочой». Он заключался в следующем. Отец жениха наливал в деревянную чашку водку и с поклоном подавал её хозяину, сделав глоток, он возвращал ёмкость обратно. Пригубив молочную водку, сват (отец жениха) преподносил её матери девушки, а та, в свою очередь, сватье (матери жениха). После окончания обряда «чоочой» происходил обмен трубками (канза). Затем брачующие стороны договаривались о месте и времени свадьбы.
Немаловажное место в разговоре между сватами имел вопрос о калыме. Речь шла главным образом о домашнем животном — лошади или корове. Косвенно это указывает на значительную роль скотоводства в хозяйстве туба уже в первой трети XX в. Интересно, что ранее в калым, видимо, домашние животные не входили. По преданию, записанному Л. П. Потаповым, туба во время джунгарского (западно-монгольского) господства (XVII — середина XVIII в.) за невесту платили калым «подо», в которое входили долблёная лодка и сеть из кендыря длиной 3 аршина или 2,13 м.
Основные элементы, связанные со сватовством, соблюдались также при остальных формах заключения брака. Так, в случае договора о заключении брака между малолетними детьми, нередко грудными, родители лишь предварительно обозначали возраст, при достижении которого состоится свадьба. В несколько упрощённой форме свадебные обряды протекали при браке «убегом» и краже невест.
Молодые люди могли познакомиться на полевых работах, на праздниках или вечеринках. При браке «убегом» влюблённые скрывались в семье жениха. Для молодых сразу же ставили отдельный аил. Спустя неделю родители жениха, взяв с собой молочную водку, лошадь или корову, ехали договариваться с отцом и матерью невесты.
При краже девушки имела место подготовка. Жених сплачивал вокруг себя друзей, помощников (балушылар) и обозначал круг осведомительниц — односельчанок избранницы. Они предоставляли всю необходимую информацию о передвижениях девушки. В условленное время её выкрадывали. Похищенную невесту садили верхом на лошадь за спину жениха. Девушка могла отчаянно сопротивляться — вырываться, кричать, царапаться. Не случайно, видимо, что у челканцев жених на спину надевал своеобразную берестяную «кольчугу».
В случае благополучного исхода дела украденную девушку помещали в какое-нибудь закрытое помещение. Спустя некоторое время, как и при браке «убегом», родители жениха ехали с поклоном к отцу и матери невесты. Поставленные перед фактом хозяева мирились со сложившимся положением вещей и, в конечном счёте, соглашались на свадьбу дочери. Её готовили ближайшие родственники жениха и невестки. При этом родители[какие?] в обоих случаях — при браке «убегом» и краже невесты, — как правило, не присутствовали на свадьбе.
Свадьба (той) устраивалась обычно после окончания полевых работ в посёлке жениха. Заранее уведомленные об этом событии сюда стекались родственники с обеих брачующихся сторон. Пришедшие на свадьбу размещались рядом с аилом родителей жениха.
Центральное место на празднике занимал обряд заплетения кос (шаш айрыш). Он знаменовал собой обретение девушкой нового статуса. Обряд совершался утром двумя подругами невесты в специально устроенном балагане. Его конструкция могла быть различной. Однако, как правило, сооружение делали из 2-3-х метровых берёзок. Пять-шесть, срубленных под корень, деревцев ставили наклонно по кругу и замыкали в их вершинах.
Сначала невесте распускали девичью косу и тщательно расчёсывали гребешками волосы, опрыскивая их из чашки молоком (кунок керег). Считалось, что это обеспечит девушке длительную и счастливую жизнь. Затем каждая из подруг заплетали невесте по косе. После завершения указанной процедуры на голову невесты повязывали платок и препровождали её в дом жениха.
Немаловажным моментом на празднике являлся выход жениха и невесты из жилища. Он сопровождался уже упомянутым обрядом «чоочой». Сначала один из присутствующих преподносил чашку с молочной водкой жениху, затем она переходила к его отцу. Аналогичные действия, но уже по отношению к матери возлюбленного, производила невеста.
Для родителей же новобрачной делали встречу (уткул). Она нередко происходила на значительном расстоянии от аила жениха (до 0,5 км). «Уткул» сопровождался разного рода прибаутками, откупами и угощением молочной водкой, различными праздничными блюдами.
Перед посадкой за праздничный стол жених бросал чашку из под молока. Он вставал спиной к полянке и бросал деревянную ёмкость через голову назад. Если чашка переворачивалась вверх дном, то считалось, что молодые будут жить бедно, а наоборот — богато. После этого начиналось пиршество, которое сопровождалось поздравлениями, песнями, танцами и играми. Они длились до позднего вечера. Для близких гостей со стороны невесты хозяева специально устраивали проводы (уйделеш). В свою очередь, родители новобрачной по истечении месяца делали встречное приглашение для отца, матери зятя и их родственников.
После окончания всех празднеств молодые окончательно становились мужем и женой. Хорошим тоном считалось, если несколько раз в год молодыми совершались поездки к родителям со стороны жены (тоорун или тооргон кижи). Пара привозила с собой подарки и молочную водку, которая также имела специальное название — «тоорун» или «тооргон».
В целом свадебная обрядность туба представляла собой достаточно сложный комплекс регламентированных традицией обрядов и обычаев, которые, в свою очередь, даже программировали поведение брачующихся сторон[уточнить].

### Родильная обрядность тубаларов
Беременную женщину называли «айлу». Однако при непосредственном общении про неё говорили иносказательно, в частности, называя «курсак» (букв. «желудок»). Аналогичным образом поступали челканцы. Помимо слова «курсак» (в значении «она покушала») у них для обозначения женщины в положении зафиксированы понятия «барлу» (у неё есть), «шыдовас» (в тягости) и др. В период беременности женщину освобождали от тяжёлой работы. Кроме того, она должна была соблюдать ряд правил. Их спектр выглядел достаточно обширным и в целом совпадал с челканским. Так, беременной женщине запрещалось употреблять алкоголь, табак, пинать домашних животных, кошку, собаку, сидеть на опрокинутом вверх дном ведре и т. д. Роды принимались в аиле. Для этого приглашалась бабушка-повитуха (сыймучи туркуш). Она сразу удаляла из помещения всех мужчин и помогала распускать роженице волосы. Обладая определёнными анатомическими знаниями и навыками массажа, повитуха существенно облегчала процесс деторождения. В случае тяжёлых родов в жилище принято было приглашать незнакомого мужчину преклонного возраста, часто с соседнего посёлка. Роженица, как правило, его пугалась и сразу же «освобождалась». Отвод перетягивался ниткой и перерезался ножницами (кайчы). Его закапывали затем где-нибудь в чистом месте. Ребёнка же сразу обмывали в деревянной ёмкости с тёплой водой и обёртывали в имеющиеся под рукой домотканую материю, так как у туба не было принято заранее шить для ребёнка одежду и даже готовить зыбку (пежик). В противном случае, согласно народным представлениям, новорождённый мог умереть.
Родственникам по материнской линии ребёнка показывали лишь через год, полтора. Смотрины (чан) сопровождались благопожеланиями (алгыш) со стороны дедушки и бабушки. В стихотворной форме внуку или внучке желали здоровья, радости, силы и т. п. Немаловажное место в жизни малыша занимал дяди по матери (таай). Как правило, «таай» давал имя племяннику или племяннице, дарил подарки (что-нибудь из вещей, лошадь или корову, деньги).

### Погребальная обрядность тубаларов
Выявлено два основных типа захоронений — воздушный и подземный. Первый из них исторически, видимо, предшествовал второму. При этом для последнего типа можно выделить две разновидности подземного погребения.
1. Воздушный тип. Данный способ захоронения использовался крайне редко и встречался, видимо, лишь в конце XIX — начале XX в. Покойного обёртывали в берестяные пласты, обвязывали верёвками и подвешивали на кедре. Аналогичным образом поступали в тайге с умершим младенцем, оставляя его, однако, в зыбке.
2. Подземный тип. Он получил наибольшее распространение у туба. При этом здесь наблюдаются культурные традиции, связанные, вероятно, с кочевническим пластом их культуры. Исключение составляет лишь современный способ погребения, сформировавшийся у туба под непосредственным культурным влиянием русских Алтая.
В первом варианте покойника хоронили с сопроводительным погребением лошади. Он имел место во второй половине XIX в. Для покойника сначала готовилась колода. Её делали из лиственницы или кедра. Сначала, используя топор и тесло, бревно раскалывали пополам, а затем выбирали изнутри древесину. Одна половинка служила для умершего собственно «гробом», вторая — крышкой.
После изготовления колоды туда помещали покойного, предварительно надев на него одежду. В могильную яму (оро) умершего помещали головой на закат солнца, то есть на запад. Вместе с ним в «оро» помещали тушу лошади, верховое убранство животного и личные вещи покойного. После этого яму закидывали землёй.
Второй вариант подземного погребения применялся по отношению к лицам умершим в преклонном возрасте. Как и в первом случае покойника хоронили в колоде, однако уже без туши лошади. В «гроб» клались лишь некоторые личные вещи (кисет и трубка и т. д.) отошедшего в иной мир человека.
Могильную яму копали в рост человека (1,70—1,80 м). После того как туда опускали колоду «оро» закидывали землёй. Сверху над захоронением ставили намогильное сооружение в виде небольшого сруба «сеок агаш» (букв. «дерево/жилище для костей») с конической крышей. Не исключено, что в прошлом описанному варианту погребения предшествовал наземный тип захоронения.
В целом семейная обрядность туба представляла собой достаточно сложный и многоплановый комплекс. Некоторые из его элементов восходят к наиболее ранним этапам социального развития коренного населения таёжного Алтая. Об общей направленности данного процесса свидетельствуют многочисленные параллели в семейных обрядах и обычаях туба и челканцев. Наличие же разных культурных традиций указывают на то, что обряды жизненного цикла рассматриваемой этнической группы исторически формировались при активном участии таёжного и степного населения юго-западной Сибири.

## Ведение хозяйства у тубаларов
Тубалары занимались земледелием, преимущественно мотыжным. Сеяли ячмень. Древнейшим приёмом молотьбы было обжигание колосьев на огне. Скотоводство тубаларов имело ряд общих черт со скотоводством южных алтайцев. Разводили преимущественно лошадей и коров. Из молока изготовляли кислый продымлённый сыр, водку на молоке и другие продукты. Из других хозяйственных занятий большое значение имели рыболовство, промысел кедрового ореха, бортничество, пчеловодство, сбор трав и кореньев, ягод, дикой конопли, которую использовали для изготовления холста. Тубалары издревле занимались добыванием, выплавкой и ковкой железа, деревообработкой и выделкой кожи. Главным материалом для изготовления домашней утвари, посуды являлась береста. Тубаларам было известно и ткачество.

### Охота
Основным занятием были охота на соболя, белку, зайца, лису, медведя, лося, рыболовство и собирание съедобных диких растений — колбы, калины, смородины, кандыка, сбор кедрового ореха, с заготовкой их впрок на зиму и для продажи.
Охота велась различными способами: устраивались деревянные ловушки-капканы, луки-самострелы, ловчие ямы и деревянные загороди для крупных зверей. Лук со стрелами был широко распространён вплоть до XIX века, а затем его вытеснило шомпольное ружьё. Охота велась только на родовой территории. Охотничий образ жизни в горной тайге наложил отпечаток на все стороны быта тубаларов.
Жизнь древних обитателей черневой тайги начала меняться после поселения русских крестьян и возникновения Алтайской духовной миссии. Многие тубалары заимствовали у русских крестьян элементы хозяйствования и быта. Стали вести комплексное сельское хозяйство, оседлое скотоводство со стойловым содержанием скота. Позднее к этому хозяйству добавляется пчеловодство и огородничество. Стали для жилья рубить русские избы.
В советское время на территории бывших родовых земель началось освоение лесного богатства. Стали вырубать и вывозить лес. Тубалары остались без охотничьих угодий. На сегодня это одна из самых острых проблем не только тубаларов, но и многих других коренных малочисленных народов России.

### Рыболовство
Основными объектами рыболовства в пределах традиционного расселения туба являлись таймень (педер), щука (шортон), окунь (алабуга), чебак (педер ушке), гальян (одоре), хариус (чаран), налим (корты), ёрш (ёрш), пескарь (ак чанак, аксаал) и «селёдка» (кызык) на Телецком озере. Рыбу (палык), помимо удочек (карвык сабы), ловили сетями (ау), неводами (шуйун, чилим), а также лучили ночью. У туба этот способ ночной рыбной ловли с использованием остроги (сайга) обозначался термином «чарадып». Из рыбных ловушек были известны морды (суген, мордэ), верши (сурпа) и запорные сооружения (ман).
Сетные ловушки, как уже отмечалось, были представлены сетью, неводом и «фитилём». В частности, сеть «кызык ау» (букв. «селёдочная сеть») широко применялась в прошлом туба на Телецком озере. Её плели из кендырных или льняных ниток специальной деревянной иголкой (агаш ине). Ширина ячеек (суал) составляла 4 x 4 см. В длину сеть достигала 7—9 и более метров, в ширину — около 3 м. В вертикальном положении в водоёме сеть удерживалась благодаря деревянным поплавкам, привязанным в верхней части ловушки и грузилам-камням — в нижней.
Невод широко применялся для ловли рыбы летом-осенью на мелководных участках рек и заводях. Помимо собственно мускульной силы человека при данном способе рыболовства использовался также конно-верховой транспорт. Как правило, он применялся на сравнительно глубоких реках.
Способ рыбной ловли с использованием конно-верхового транспорта заключался в следующем. Один из концов невода привязывался к седлу, после чего всадник направлял свою лошадь к противоположному берегу. В это время оставшиеся на месте рыбаки постепенно подтравливали невод. После того как он полностью оказывался в воде и расправлялся, образуя «карман», лошадь, управляемая всадником, описывая полукруг, возвращалась к месту исхода, где улов уже вытаскивался на сушу совместными усилиями рыбаков.
Невод использовался также при подлёдном лове рыбы. Для этого предварительно подбирался сравнительно глубокий участок реки, как правило, сильно вдающейся в береговую линию. Зимой, после того как он покрывался льдом, начиналась подготовка к ловле рыбы. В её организации принимало участие несколько человек. Сначала при помощи лома, топора параллельно течению реки на расстоянии 0,5—1 м продалбливались лунки. После этого один край невода подводился при помощи длинного шеста (сырык) с крюком под лед. Противоположная часть сетной ловушки постепенно выбрасывалась рыбаком из лодки, которая поднималась против течения к середине реки и начинала двигаться в направлении берега. Одновременно, оставшиеся два человека, используя шесты, начинают передавать через лунки друг другу противоположный край невода, выводя его на свободную ото льда воду. Встречаясь на берегу, рыбаки вытаскивали улов.
Подлёдный способ ловли рыбы мог осуществляться также без использования лодки. Однако для этого вместо одного ряда лунок продалбливали два. Они шли параллельно друг другу и выходили к открытой воде. В отличие от предыдущего способа данный вариант требовал от рыбаков более согласованных и синхронных действий. Четыре человека становились параллельно друг другу около лунок с опущенными в воду шестами. Один из них опускал под лёд один край невода, который перехватывался противоположным рыбаком. Он подтягивался к противоположной лунке. После того как невод полностью оказывался подо льдом, рыбаки начинали движение, передавая напарникам при помощи шестов края сетной ловушки.
Из сетных ловушек туба использовали также «фитиль» (пара). Он плёлся из кендырных ниток и имел конусообразную форму (около 1,5 и более метров в длину). В устье его диаметр составлял около 0,5 м, который постепенно уменьшался к концу, заканчиваясь отверстием, связываемым перед установкой верёвкой. Ловушку ставили, как правило, на узких протоках и мелких реках устьем против течения, распирая её вход аркообразным обручем, который фиксировался на дне водоёма при помощи вертикально вбитого кола. Такого рода ловушки (пара) до сих пор используются шорцами на р. Анзас .
Тубалараи были также известны плетёные из тальниковых прутьев закрытые ловушки — морды и верши. В конструктивном отношении они практически не отличались от аналогичных средств лова рыбы у народов юга Сибири. Плетёные ловушки ставили устьем против течения реки, привязывая их к вбитому в дно реки колу. Нередко рассматриваемые рыболовные снаряды ко дну реки придавливали камнем. Морды и верши являлись также важной составной частью, возводившихся на таёжных реках различных запорных сооружений.
На мелководье весной (апрель — май) и осенью (до начала заморозков) возводили заездок «ман». На крупных реках загораживался сравнительно небольшой участок, мелкие водоёмы перегораживались полностью. Направляющие открылки представляли собой вбитые в дно водоёма колья. Между собой они переплетались прутьями тальника или черёмухи. Кроме того, открылки могли возводиться из крупных галек. В середине запорного устройства ставили морду, закрытую сетную ловушку (пара) или вершу. В последнем случае рыба удерживалась в ловушке лишь сильным течением реки.
Широкое распространение имело также лучение крупной рыбы. Её били, используя остроги с пятью или семью жалами. Аналогичный способ рыбной ловли был известен чулымским тюркам, таёжным хакасам, большинству групп сибирских татар и васюганско-ваховским хантам.
Один из наконечников рассматриваемого орудия хранится в музее п. Тулой. Навершие железной остроги изготовлено способом кузнечной ковки. Общая его длина составляет 26 см. Втулка имеет конусообразный вид с незамкнутыми краями. Её диаметр (3 см) уменьшается по направлению к зубцам. В нижней части втулка расширяется, принимая подтреугольный вид (9 см — в основании), образуя с тыльной стороны узкую щель, ограниченную по краям загнутыми краями изделия. В ней размещена вилка, переходящая в пять зубцов (по 6 см в длину) с отходящими шипами, крайние из которых ориентированы внутрь, остальные расположены слева на право в ряд.
Острогой рыбу лучили, бредя по мелководью, складывая добычу в специально сшитый для этой цели мешок (кеден тар). В качестве факела использовалась круто скрученная и надетая на палку береста. На глубоких участках водоёмов рыбу били с долблёнки (кеве). В частности, на Телецком озере весной (май) так лучили крупную щуку. В это время она плыла в заливы на икромёт.
В целом рассмотренные в настоящей работе средства, орудия и способы рыболовства находят широкие аналогии у лесо-таёжного населения Сибири. Мы остановились лишь на некоторых из них. Интересные параллели наблюдаются также в области терминологии. Так, термин «суген/сюган» (морда/верша) общераспространен в тюркских языках и принадлежит к уйгурскому лексическому пласту. Не менее часто встречается среди тюркоязычных народов юга Сибири различные фонетические варианты терминов «ау» (сеть) и «сайга» (острога). В то же время название верши «сурпа» у туба можно сопоставить с челканским словом «шурба» (верша), с томско-карагасским «сурпа» (плетёная ловушка) и мансийским «сурпы» (сетная ловушка) .
Таким образом, в прошлом тубалары обладали глубокими традициями рыболовства. Многие из них, безусловно, восходят к наиболее ранним этапам культурной адаптации к окружающей среде. Наличие же разного рода аналогий и параллелей в средствах, орудиях, способах рыболовства, а также тесно связанной терминологии свидетельствует о прямых или опосредованных культурных, возможно, этногенетических контактах предков туба с теми народами Сибири, в этногенезе которых принимали участие угро-, кето- и самодийскоязычные этнические группы.

### Собирательство
Некоторые отрасли собирательства, по крайней мере со второй половины XIX века, приобрели приобрели у тубаларов значение доходного товарного промысла. Речь идёт прежде всего о сборе кедрового ореха, который скупался главным образом русскими торговцами. В конце 19 и начале 20 столетий ореховый промысел составлял у тубаларов, челканцев и кумандинцев едва ли не главную статью заработка, уступая только выручке от пушнины. В указанное время своё развитие получила и заготовка черемши, которую продавали русским за деньги или обменивали на муку. Из древнего собирательства у тубаларов также возникло пчеловодство, уже под влиянием русских переселенцев. Собирание мёда диких пчёл превратилось в настоящее пасечное пчеловодство и бортничество.

### Обработка железа
Яркой особенностью хозяйственного быта тубаларов, как и большинства «черневых татар», отличавшей их от большинства пеших охотников Саяно-Алтайской и Хангайской горных систем, было умение добывать руду, плавить железо и выделывать из него самые различные предметы вооружения, хозяйственного и домашнего обихода. Металлургия была их древним занятием, местами сохранившимся до последних десятилетий XIX века. Русские люди, проникшие в этот район по реке Томи в начале XVII века, не случайно назвали обитающее здесь население «кузнецкими людьми», а построенный в 1618 году острог «Кузнецким». В документе 1622 года говорится: «А около Кузнецкого острогу на Кондоме и Брасе реке стоят горы каменные великие, и в тех горах емлют кузнецкие есачные люди каменье да то каменье разжигают на дровах и разбивают молотами намелко, а разбив, сеют решетом, а просеев, сыпяют понемногу в горн, и в тем сливается железо, и в том железе делают пансыри, бехтерцы, шеломы, копьи, рогатки и сабли и всякое железное оружие, опричь пищалей, и те пансыри и бехтерцы продают колмыцким людям на лошади и на коровы и на овцы, а иные есак дают колмыцким людям железом же». Эта технология, существовавшая здесь задолго до появления русских, сохранилась и позднее. Она хорошо описана в XVIII веке участниками русских академических экспедиций в Сибирь.
Спецификой этой техники был маленький глиняный горн, устанавливаемый в любое время в жилой юрте на месте очага. Верхняя часть горна представляла полусферическую глиняную крышку с отверстием наверху для засыпки мелкого угля и толчёной руды. Плавили металл сыродутным способом при помощи маленьких ручных мехов и получали за полтора часа крицу весом немного более килограмма. Н. Ядринцев, описавший (1880) этот процесс в южном районе Телецкого озера, называет такой горн «глиняным сосудом». Несмотря на то, что железные изделия шли в какой-то части в уплату дани, они были также и предметом натурального обмена, меновой торговли, служившей важной статьёй экономической жизни. Об этом имеется прямое свидетельство самих «черневых татар», живших по Мрассе и в бассейне Кондомы. В ответ на запрещение московского правительства в 1641 году ясачным, чтобы они «куяков и шапок железных и копей и рогатин и никакой ратной збруи чёрным и белым калмыкам и киргизским и саянским людям не продавали и на лошади и на скотину не меняли», последние заявили решительным отказом. Они мотивировали это таким образом: «тем-де мы ясачные люди живём». Железоделательная промышленность этих мест носила домашний характер, чем и достигалась массовость производства железных изделий. Эта продукция была основным источником снабжения вооружённых отрядов телеутских, джунгарских и прочих феодалов.
Исторические документы XVII века подчёркивают, что калмыкам, например, «опричь Кузнецкие земли, никакова оружия купить не добыть нигде». Алтайские тубалары издавна жили в зоне древней металлургии, которая охватывала южное течение реки Томи (от впадения в неё рек Нижней, Средней и Верхней Терси), бассейны Мрассы, Кондомы, Бии и районы, прилегающие к Телецкому озеру. Я[кто?] предполагаю, что данный очаг сложился под влиянием и при участии древних тюрков-тугю, проникших в Туву и Горный Алтай в VI—VIII веках, где они оставили свои характерные погребальные памятники. Древние тюрки ещё накануне образования своего государства славились плавкой руды и изготовлением различных изделий из железа, особенно предметов вооружения. Письменные источники подчёркивают, что железные шлемы и панцири были обычным одеянием этого воинственного кочевого народа. В Южной Сибири в древнетюркское время были и другие очаги производства железа. Наиболее близким к североалтайскому был енисейский очаг, созданный енисейскими киргизами, выделывавшими холодное острое оружие, отличавшееся высоким качеством, как повествуют китайские источники. Правда, у киргизов была своя сыродутная техника плавки железа, отличная от североалтайской, основанная на устройстве специальных плавильных ям и печей, остатки которых исследованы археологами. Возможно, что своё производство они развили под влиянием некоторых самодийских племён, ассимилировавшихся в киргизской среде, так как киргизы, хотя и говорили на одном из тюркских языков, но железо называли самодийским термином «гяша». Третий очаг был в районе озера Байкал. Существование его связывают с курыканами древнетюркских надписей. Остатки культуры курыканов, в хозяйстве которых добывание железа и кузнечество играли большую роль, видят[кто?] в памятниках так называемой курумчинской археологической культуры, центр которой находился в южной части Приангарья и Приленского края. В пользу древнетюркского происхождения добычи и обработки железа у северных алтайцев свидетельствуют многие данные. Например, ассортимент железных изделий, их форма и назначение, известные по русским историческим документам XVII—XVIII веков и этнографическим материалам, сходны по всем признакам с древнетюркскими, о чём можно судить на основании археологических находок из древнетюркских погребений Тувы и Алтая и китайских письменных источников. В них входили не только предметы военного вооружения и снаряжения в виде мечей, сабель, наконечников стрел, копий, панцирей и шлемов, принадлежностей сбруи верхового коня (удил, стремян, различных пряжек и т. п.), но и разнообразные бытовые вещи, такие, как подвесные котлы, ножи, черпаки, огнива, в том числе и орудия труда, например топор-тесло. Этот топор дожил у тубаларов до этнографической современности под названием «керги» (у тувинцев — «кер-жек»). До начала XX века сохранились у тубаларов и тувинцев и знаменитые древнетюркские стрелы-свистунки, особенностью которых был полый костяной шарик с отверстиями, насаживаемый перед железным наконечником. При полёте стрела издавала свист, что как будто бы действовало во время боя на психику врагов древних тюрков. Тубалары и тувинцы применяли такие стрелы на охоте, чтобы вспугнуть зверя.
Следует добавить, что терминология, связанная с плавкой и обработкой железа, с наименованиями изделий у северных алтайцев, определённо древнетюркского происхождения. Железо, например, именовалось темир или тебир, железная горная руда — темир таш, кузнец — мехи-кöрÿк, щипцы или клещи — кыскаш (кыскач), уголь древесный — кöмур (кобур). У тубаларов термином коббурчи именовалось одно из подразделений рода Кондош, так как люди этого рода в прошлом занимались специально обжигом древесного угля для плавки руды. То же самое можно выявить и в названиях изделий, панциря — куяк, сабли — кылыш (кылыс), удил — суулук, стремени — узенги, топора-тесла — керги и др. Таким образом, мы видим, что у пеших охотников алтайских тубаларов была развитая древнетюркская терминология, связанная с плавкой железа и названиями железных предметов военного и домашнего быта кочевников-скотоводов. По археологическим данным из Тувы и с Енисея, добыча и обработка железа в североалтайской зоне появились в гунно-сарматское время, то есть задолго до возникновения древнетюркского государства, но развились и приняли тот вид, о котором говорят вышеприведённые материалы, под воздействием и при участии древних тюрков. Возможно, что предки древних тюрков участвовали в создании этой отрасли труда и в так называемое гуннское время, так как они вышли из гуннской среды, смешанной по этническому составу. О происхождении их из этой среды свидетельствуют известные письменные источники и некоторые лингвистические данные.

## Быт

### Питание
В старину основными способами получения сырья для растительной пищи у туба являлись мотыжное земледелие и собирательство. В XX веке наряду с корнями и стеблями дикорастущих растений, зерновые культуры и картофель составляли основу их растительной пищи. Особенно важную роль в этом отношении играли мучные и крупяные полуфабрикаты. Наиболее простым в обработке ячменя и получения из него необходимого полуфабриката являлось дробление в ступе. Разломанные зёрна варили в подсоленной воде. В результате получалась похлёбка (коже).
В процессе технологически более сложной обработки зерна туба получали также муку (кулур), толокно (талган) и крупу (шырак). Зерно на муку растирали на зернотёрке или мололи на ручной мельнице. Для получения толокна и крупы зерно подвергали термической и механической обработке. Процесс его обработки был аналогичен челканскому. При изготовлении талкана туба могли добавлять туда растёртые на зернотёрке семечки кендыря. Их ели также отдельно, предварительно обжарив в котле.
Из крупы готовили кашу уре. Крупу варили на подсоленной воде, часто добавляя молоко. Перед употреблением в кашу могли подсыпать толокно. Талган использовали также при изготовлении каши чарба. Её готовили на подсоленной воде, куда, помимо толокна, клали лук и мясо.
При изготовлении блюда ууту тертпек использовался солод. Получали его из пророщенных ячменных или ржаных зёрен. Их сушили и растирали на зернотёрке или мололи на ручной мельнице. Солод (30 %) затем смешивали с талканом (70 %) и замешивали на подсоленной воде или молоке. В результате получалась жидкая по консистенции масса, которую клали в обмазанную маслом сковородку и помещали в русскую печку. В середину готового блюда клали сливочное масло.
Хлеб (тертпек) традиционно пекли из пресного теста, в которое добавляли масло или сметану. Тертпек по форме имел вид лепёшки (диаметром 15—20 см). Пекли тесто в горячей золе. Позднее туба научились готовить дрожжевой хлеб (калаш). Его пекли в сбитой из глины русской печке. В ней также готовили пресные лепёшки (толгочок).
Из пресного теста изготовлялось также блюдо казан тертпек (букв. «хлеб котла»). Сначала из пресного теста формировали лепёшки, а затем их опускали в кипящий мясной бульон (мюн), предварительно убрав оттуда мясо. К столу казан тертпек подавали отдельно от мяса и бульона.
Традиционным блюдом являлся также тутпач. Его варили без каких-либо мясных добавок или с различными видами мяса. Основным полуфабрикатом для его приготовления служило пресное тесто. Сочень для тутпач нарезали мелкими кубиками. Варили их в воде или мясном бульоне, добавляя дикий лук (согоне).
Из пресного теста туба готовили вареники, пироги и блины. Начинку для вареников делали из мелко раскрошенной калбы, а пироги пекли с растёртой на зернотёрке черёмухой. Блины готовили на сковородке и ели с чаем или молоком.
Муку использовали также для приготовления похлёбки. Это блюдо готовили из пареной в русской печке калины. Похлёбку кипятили в воде и заправляли мукой. Аналогичное блюдо у челканцев называлось шанаш.
Значительное место в питании туба занимали луковицы, стебли и листья дикорастущих растений — кандыка, сараны (саргаш), калбы (черемша), пучки (палтыран) и других. Употребляли их в сыром и варёном виде. Кроме того, в пищу употребляли малину (агаш тейлек), красную и чёрную смородину (кызылкат, мурогот), черёмуху (тюрмут), клубнику, землянику (тер тийлек), чернику (кошпок), калину (палан). Из пожаренных и растёртых на зернотёрке кедровых орешков получали также жирную густую массу токчок.
Корни кандыка выкапывали в июне. Для этой цели использовали мотыгу. За день выкапывалось до 1—2 вёдер корней. Их ели в сыром и варёном виде. В последнем случае кандык готовили в подсоленной воде или на молоке.
Клубни сараны выкапывали в июне-августе. Их варили на воде или молоке. Кроме того, клубни пекли в горячей золе, предварительно завернув в лист пучки, а также могли добавлять в тутпач. Сарана в значительном количестве заготовлялась на зиму. Для этого её раскрашивали и ссыпали в холщовые мешки.
В пищу употреблялись также стебли калбы, пучки (палтырган) и листья бадана (тавана). Черемшу заготавливали в середине мая, июне. Из неё делали салаты и начинку для вареников. Кроме того, практиковалось соление на зиму. Стебли пучки ели в сыром виде до цветения указанного растения. Листья бадана запаривали в кипятке, получая тем самым напиток.
Значительное место в традиционном питании туба занимали мясные полуфабрикаты и рыба. В пищу использовали мясо медведя, оленя, лося, марала, бурундука, зайца и некоторых других видов диких животных. Из птиц в пищу шло мясо глухаря, рябчика, гуся и утки.
Летом мясо (эт) коптили. Делалось это следующим образом. Мясо сначала варили, подсаливали, нарезали лентами и раскладывали на специально подготовленном сооружении (атыс). Оно представляло собой поднятый на четырёх столбиках настил с редко положенными черёмуховыми прутьями (диаметром около 1 см). Под ним раскладывали костёр из приготовленных из черёмухи, рябины, берёзы дров.
На охоте варили мясо диких животных. Из дичи предпочтение отдавалось глухарю и рябчику. Помимо мяса в казан добавляли крупу и лук.
Скот кололи осенью. На зиму заготовляли преимущественно конину. Лошадь, держа за узду, сначала оглушали обухом топора, а затем перерезали горло. Мясо замораживали на улице и хранили зимой на крыше одной из хозяйственных построек, забрасывая его снегом.
Кровь только что заколотого животного сразу сливали в специально подготовленную ёмкость. Она служила основой для смеси идущей на изготовление кровяной колбасы кан (букв. «кровь»). Кровь подсаливали и смешивали с молоком (1—1,5 литра молока на ведро крови), добавляли лук. Полученную смесь сливали в кишки, концы которых стягивали суровыми нитками. Кровяную колбасу варили в простой воде или мясном бульоне. Её готовность проверяли вилкой, если кровь не текла, то она была готова к употреблению.
Из рыбы (палык) туба преимущественно варили уху (палыктын мюны). Кроме того, её могли класть в тутпач. Хариус и таймень шли также для приготовления пирогов из дрожжевого теста. Выпотрошенную рыбу клали туда целиком и выпекали в печке. Рыбу также жарили, солили и вялили.
Важным источником пищи у туба являлось также коровье молоко (сут) и приготовлявшиеся из него продукты. Однако они получили распространение, видимо, только в XX в. Чегень (скисшее коровье молоко), курут (твёрдый сыр), молочная водка (арак) и некоторые другие виды молочных продуктов были прежде совершенно неизвестны северным алтайцам.
Сметану (каймак/кайвык) получали, собирая её с отстоянного молока. Из каймак/кайвык делали в свою очередь сливочное масло (сайрю). Для этого сметану сливали в маслобойку и сбивали до получения необходимой массы.
Из чегень туба получали целый ряд молочных продуктов, прежде всего — молочную водку (арак) и сыры (курут, пыштак). Процесс изготовления арак у туба был сходен с челканским.4 После перегонки чегень в самогонном аппарате в котле оставалась творожистая масса (арчин), которая шла на изготовление твёрдого сыра (курут). Её собирали и клали в горячем виде в специально сделанный для этой мешок и подвешивали для того, чтобы вытекла сыворотка. Затем творожистую массу клали под пресс и сушили в печке.
Пресный сыр (пыштак) туба изготовляли следующим образом. Кипячёное молоко (ведро) сливали в корыто и размешивали с чегень (0,5 ведра). Через некоторое время оттуда выбирали творожистую массу и перекладывали в мешок, давая вытечь сыворотке. После этого сыр клали под пресс. Пыштак затем разрезали ножом и ели отдельно или с мёдом.
Таким образом, в традиционной структуре питания туба выделяется растительная, мясная и молочная пища. Их источниками являлись охота, рыболовство, собирательство, мотыжное земледелие и скотоводство. Однако характер питания туба уже в первой половине XX в. определялся продукцией земледельческой и скотоводческой отраслей хозяйства. На это указывает наличие разнообразных блюд и продуктов из муки, толокна, крупы и молока.

### Производство предметов утвари из бересты
Диапазон применения коры берёзы (бересты) у тубаларов был широк, но в основном её использовали для производства предметов утвари. Бересту снимали во второй половине июня и в июле. При этом основным критерием её отбора являлось наличие ровной, без наростов и трещин поверхности. Существовало два способа снятия коры с берёзы. В первом случае на дереве сначала делали вертикальный разрез, предварительно обстучав избранный участок коры обухом топора, а затем осторожно разворачивали бересту так чтобы не повредить её внутренний слой. При втором способе берёзу срубали и распиливали на несколько частей. Кору от дерева отделяли при помощи палочки, обтыкая ею чурбак с двух сторон. Сколотень (береста, снятая целиком с чурбака) затем выворачивали руками. Аналогичные способы снятия бересты имели место у челканцев .
В соответствии с технологией изготовления берестяных ёмкостей у тубаларов выделено шитьё из пласта и комбинированная техника их выполнения (по классификации О. М. Фишман). Плетение из полосы в технике прямого или косого плетения у рассматриваемой группы населения не отмечено.
В рамках пластовой техники изготовления берестяных предметов выделено два типа: прямоугольная или квадратная в плане коробка с низкими бортами (кыйвек); прямоугольный короб со слегка скруглённым узким дном и прямо срезанным верхом (колчак — у южных групп туба, комдо — у северных). Берестяная утварь, выполненная с использованием комбинированных приёмов, представлена цилиндрическим типом (туюс/тююс, тозок). Не исключено, однако, что ранее у туба изделия из бересты типологически были более разнообразными.
Наиболее простой в плане изготовления являлась прямоугольная или квадратная коробка с низкими бортами. Не случайно, что данный тип находит широкие аналогии у лесо-таёжного населения Северной Евразии. Коробка выполнялась из берестяной пластинки, углы которой складывались в виде треугольников и прижимались к образованным таким приёмом стенкам. Для придания жёсткости их кромок под отогнутые углы могли подкладываться прямоугольные берестяные пластинки. К стенкам они пришивались с помощью конопляных ниток и сарги. Использовали кыйвек для хранения жидких продуктов.
Рассматриваемый тип берестяной утвари, как уже указывалась, в силу простоты изготовления отмечен у многих народов Восточной Европы и Сибири. Однако называлась коробка по-разному — чуман (русские, коми), самах (таёжные хакасы), отуш, шомох (тофалары), шомух (тоджинцы) тозыяк (челканцы) и т. д. Лишь у челканцев зафиксирован термин кыйбек в значении «берестяное сито». Изготовлялось оно у них из коробки (тозыяк). Различные названия для одного типа утвари свидетельствуют о его конвергентном появлении у лесо-таёжного населения Северной Евразии.
Широкое применение в быту и хозяйстве туба получил также короб колчак. Прежде всего, он широко использовался охотниками для транспортировки продуктов к месту промысла. Его выполняли из длинного прямоугольного пласта бересты, сложенного пополам. Углы в виде треугольников в нижней части короба отгибали вверх — к боковым стенкам. Края бересты на боковых стенках заходили друг за друга. Загнутые углы и стенки кузова сшивали саргой в виде строчных швов. Верхний край короба укрепляли при помощи обруча из черёмухового прута. Обруч пришивали при помощи сарги у кромки кузова изнутри, косыми стежками.
Кузов, применявшийся у охотников, имел крышку. Он изготовлялся также как и колчак, но с невысокими стенками. Кроме того, размеры крышки были несколько больше, чем горловина кузова. Крышку на короб надевали сверху. К спине охотника короб крепился при помощи плетённой из кендырных ниток ленты (длина 3—4 м, ширина 0,4—0,5 м).
Имел место также короб с относительно невысокими стенками. Его конструкция была идентична рассмотренному кузову (колчак). Туба часто называли его терки, словом, образованным от глагола тер «собирать». С терки ходили в тайгу собирать ягоду, черёмуху, кедровые орехи и т. д. Обычно короб имел ручку из черёмухового прута. Концы прута укрепляли у кромки коротких стенок.
Ближайшей аналогией колчак туба является короб (комдо) челканцев. У последних также бытовал кузов (комдо) с относительно низкими стенками. Женщины складывали в него луковицы кандыка, предварительно укрепив комдо на поясе. Челканский короб, как и терки, мог также иметь ручку из черёмухового прута. Кроме того, прямоугольный кузов со слегка скруглённым узким дном и прямо срезанным верхом бытовал у целого ряда народов Южной и Западной Сибири, Европейской части России .
Берестяные изделия, выполненные в границах комбинированной техники, были представлены, как уже отмечалось, одним типом — цилиндрическим. Выявлено два способа его изготовления: в первом случае использовался сколотень, во втором — нет. Изготовляли туюс/тююс следующим образом. Сначала из кедра вырезали круглое дно (туве). Его диаметр был несколько больше диаметра заготовленного берестяного цилиндра (сколотня). Дно в сколотень вгоняли сверху вниз. По мере высыхания береста плотно стягивала края дна.
Снаружи сосуд обёртывали вторым слоем бересты. При этом пластинку выворачивали при сворачивании в цилиндр внутренней стороной наружу. Края бересты соединяли различными по форме замками. Кромку сосуда укрепляли не широкой полосой бересты, концы которой соединяли в замок или просто пришивали к сосуду саргой. Вторую полосу бересты на сосуд обёртывали снизу и также соединяли в замок. Элементом данного изделия могла являться накладная крышка, вырезанная из кедрового дерева и снабжённая аркообразной ручкой, изготовленной из черёмухового прута. Как и в случае с низкой прямоугольной коробкой (кыйвек), цилиндрическую ёмкость (туюс/тююс) использовали преимущественно для хранения жидких продуктов — молока, сметаны, простокваши и т. д.
Второй вариант рассматриваемого типа (тозок) изготовлялся без использования сколотня. Тулово сосуда выполнялось из прямоугольного берестяного пласта. Его сворачивали в цилиндр. Зашедшие друг на друга края сшивались затем саргой вертикальными строчными швами, а снизу крепилось дно сосуда, изготовленное из кедрового дерева. Тозок использовался населением для изготовления жертвенной браги (орто). Во многом сходный берестяной сосуд, использовавшийся в ритуальной практике, отмечен у северных соседей туба — челканцев. Цилиндрическая ёмкость хранится в фондах Омского государственного историко-краеведческого музея. Во время камлания шаман мешалкой, которая идёт в комплекте с сосудом, разбрызгивал брагу (орто). Вполне возможно, что рассматриваемый вариант цилиндрической ёмкости у туба являлся более ранним по сравнению с аналогичным по типу берестяным изделием, изготавливавшимся с использованием сколотня.

## Переписи
Переписи населения советского периода (кроме 1926 г.) включали тубаларов в состав алтайцев. В 2000 году тубалары были отнесены к коренным малочисленным народам Российской Федерации (Постановление Правительства Российской Федерации № 255 от 24 марта 2000 г.). Всероссийская перепись населения 2002 года учла их отдельной народностью со своим языком, Всероссийская перепись населения 2010 года — субэтносом в составе алтайцев.

## Численность и расселение
По переписи населения 2002 года численность тубаларов в РФ составила 1565 чел., в том числе в Республике Алтай — 1 533 чел. — в основном в Чойском районе. По переписи населения 2010 года — 1 965 чел., в том числе в Республике Алтай — 1 891 чел.
Численность тубаларов в населённых пунктах в 2002 г.:
Республика Алтай:
село Иогач: 220 чел.;
село Кебезень: 198 чел.;
село Тулой: 135 чел.;
город Горно-Алтайск: 117 чел.;
село Старый Кебезень: 111 чел.;
село Артыбаш: 108 чел.

## Язык
Тубаларский язык относится дискуссионно либо к северно-алтайской группе языков, либо к киргизско-кыпчакской (хакасской) подгруппе кипчакской группы (тюркской ветви алтайской языковой семьи). Официально тубалары и тубаларский язык признаны отдельными народом и языком. Однако этнографы согласно новой классификации склоняются к отнесению их в состав северно-алтайского (кумандинско-челканского) языка (как тубаларское наречие), либо в состав южно-алтайского (собственно алтайского) языка.

## Генетика
По аутосомной ДНК тубалары ближе к челканцам. По Y-хромосоме преобладает гаплогруппа R1a. Далее следуют Y-хромосомные гаплогруппы Q и N.
По данным изучения Y-хромосомных гаплогрупп, тубалары входят в западно-евразийский кластер.
У тубалар выявлена митохондриальная гаплогруппа В4b1 (6,3 %), широко распространённая в Юго-Восточной Азии. Митохондриальная гаплогруппа D достигает у тубалар 27 % (D4b1 и D4j — по 7,0 %, D4o — 4,2 %). Доля U4b составляет 14,7 %, C4b — 13,9 %, A-16362 — 6,9 %, U5a — 6,3 %, G2 — 2,1 %, Х2e — 0,7 %.